# Konferencja Episkopatu Czech
Konferencja Episkopatu Czech (cz. Česká biskupská konference, ČBK) – konferencja episkopatu zrzeszająca biskupów katolickich z Czech.

## Prezydium
- Przewodniczący: abp Josef Nuzík
- Wiceprzewodniczący: bp Stanislav Přibyl
- Sekretarz Generalny: ks. Roman Czudek

## Przewodniczący ČBK
- František Tomášek (1990–1991)
- František Tondra (1991–1993)
- Miloslav Vlk (1993–2000)
- Jan Graubner (2000–2010)
- Dominik Duka (2010–2020)
- Jan Graubner (2020–2025)
- Josef Nuzík (od 2025)

## Wiceprzewodniczący ČBK
- František Tondra (1990–1991)
- František Lobkowicz (2005–2010)
- Jan Graubner (2010–2020)
- Jan Vokál (2020–2025)
- Stanislav Přibyl (od 2025)

## Sekretarz Generalny ČBK
- František Radkovský (1990–1993)
- Ladislav Hučko (2005–2011)
- Tomáš Holub (2011–2016)
- Stanislav Přibyl (2016–2024)
- Roman Czudek (od 2024)